# Lythrypnus lavenbergi
Lythrypnus lavenbergi es una especie de peces de la familia de los Gobiidae en el orden de los Perciformes.

## Distribución geográfica
Se encuentra en la  Isla Cocos (Costa Rica ).

## Observaciones
Es inofensivo para los humanos.